# Musée national d'Art moderne
Musée national d'Art moderne – muzeum sztuki nowoczesnej wchodzące w skład Centrum Pompidou w Paryżu, gdzie zajmuje dwa piętra o łącznej powierzchni 14 tys. m² i posiada kolekcję około 110 tys. dzieł, z których tylko niewielka część może być eksponowana jednocześnie.
Muzeum zostało otwarte w 1947 roku w Palais de Tokyo. Początkowo było finansowane z darowizn od artystów i prywatnych kolekcjonerów. Od tego czasu kolekcja stale się powiększa, zarówno dzięki darowiznom, jak i własnym nabytkom. Przeniosło się do Centrum Pompidou w 1977 roku. Za architekturę i projekt odpowiadają Starck, Nouvel i Perrault.
Kolekcja jest drugą co do wielkości na świecie, po kolekcji Museum of Modern Art. Wystawa jest zazwyczaj aktualizowana co dwa lata. Organizowane są również wystawy czasowe.